# 아이스크림 케이크

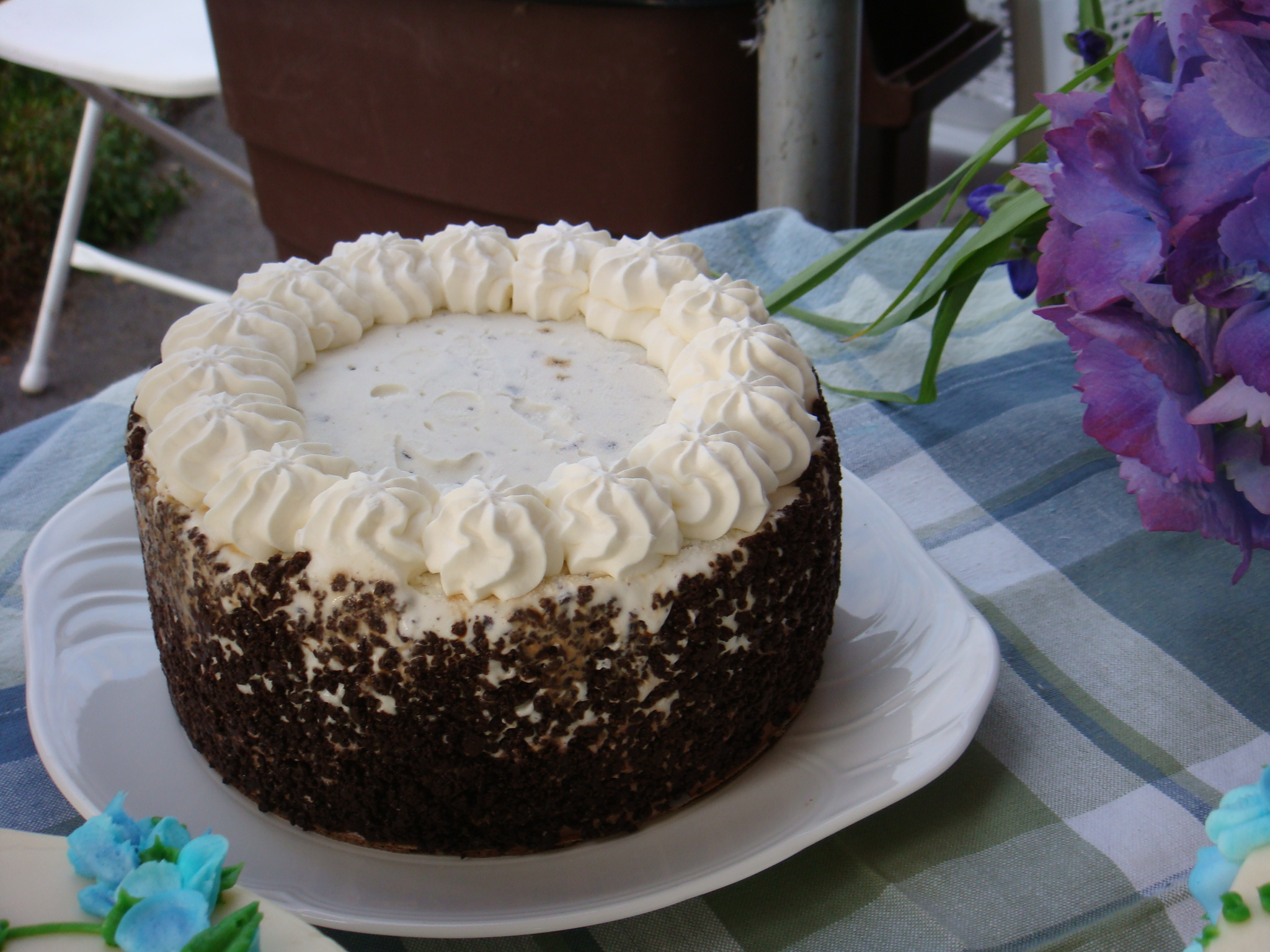
초콜릿 아이스크림 케이크

아이스크림 케이크(Ice cream cake)는 케이크 모양을 한 아이스크림이다. 혹은 한 고형체를 이루기 위해서 케이크와 아이스크림을 섞어 만든 것을 말한다. 아이스크림 케이크에 대한 아이디어는 트리플이라고 불리던 케이크와 크림 및 쿠키를 섞어 만든 먹거리에서 나왔다. 이는 르네상스 시대에 탄생한 것이었다.
빅토리아 시대에는 bombes라고 불리는 디저트를 만들어 먹었다. 이는 장식적인 틀 안에 아이스크림과 과일을 넣어 만든 것이었다. 때때로 이 디저트는 케이크나 비스킷과 같이 나왔다. 아이스크림 케이크 요리법으로서 1870년대에 작성된 것이 발견되기도 하였다.
아이스크림 케이크는 생일 케이크로서 사용될 수 있다. 오늘날, 아이스크림 케이크는 대다수의 아이스크림 가게에서 구매할 수 있다. 틴 루프 파이와 같은 변종이 많이 출시되어 있다.

## 준비
일반적인 조립에서 케이크의 재료는 일반적인 방법으로 구워지고 필요한 경우 모양에 맞게 자른 다음 냉동된다. 아이스크림은 적절한 틀에서 모양을 만든 후 냉동된 상태에서 이러한 구성 요소를 조립한다. 휘핑 크림은 다른 두 가지 질감을 보완하기 위해 설탕 프로스팅에 자주 사용되며, 많은 일반적인 설탕 프로스팅은 냉동 케이크에 성공적으로 부착되지 않기 때문이다. 그런 다음 케이크 전체를 서빙할 때까지 냉동 상태로 유지하다가 쉽게 자를 수 있지만 아이스크림이 녹을 정도로 녹지 않을 때까지 해동한다.

## 미국 시장
아이스크림 케이크는 미국에서 인기가 높다. 카벨(Carvel)은 "Fudgie the Whale" 및 "Cookie Puss"를 포함하여 텔레비전에 광고된 테마 케이크의 역사를 가지고 있다. 배스킨라빈스, 데어리 퀸, 프렌들리스, 콜드스톤 크레머리 및 기타 소매점에서도 아이스크림 케이크를 판매한다.
또한 7월 4일 축하 행사에 인기 있는 디저트이기도 하다. 이날을 위해 준비한 케이크는 종종 애국적인 모티브로 장식되고 휘핑 크림, 붉은 딸기, 블루베리로 장식된다. 다른 버전은 아이스크림과 셔벗을 번갈아 가며 만든 정교한 플래그 케이크이다.

## 같이 보기
- 베이크트 알래스카
- 배스킨라빈스
- 아이스크림
- 케이크